# Annalee Newitz
Annalee Newitz (1969) é uma jornalista estadunidense que escreve sobre o impacto cultural da ciência e tecnologia, particularmente sobre software open source e cultura hacker. Ela tem colaborado com várias revistas do ramo, como Popular Science e Wired, e desde 1999 escreve uma coluna semanal, Techsploitation, distribuída nacionalmente. Entre 2004-2005, trabalhou como analista de políticas da Electronic Frontier Foundation.

## Obras
- Pretend We're Dead: Capitalist Monsters in American Pop Culture (Duke University Press, 2006)
- White Trash: Race and Class in America (Routledge Press, 1997)
- The Bad Subjects Anthology (New York University Press, 1998)
- She's Such a Geek (Seal Press, 2006 - co-editora, com Charlie Anders)